# ツイード

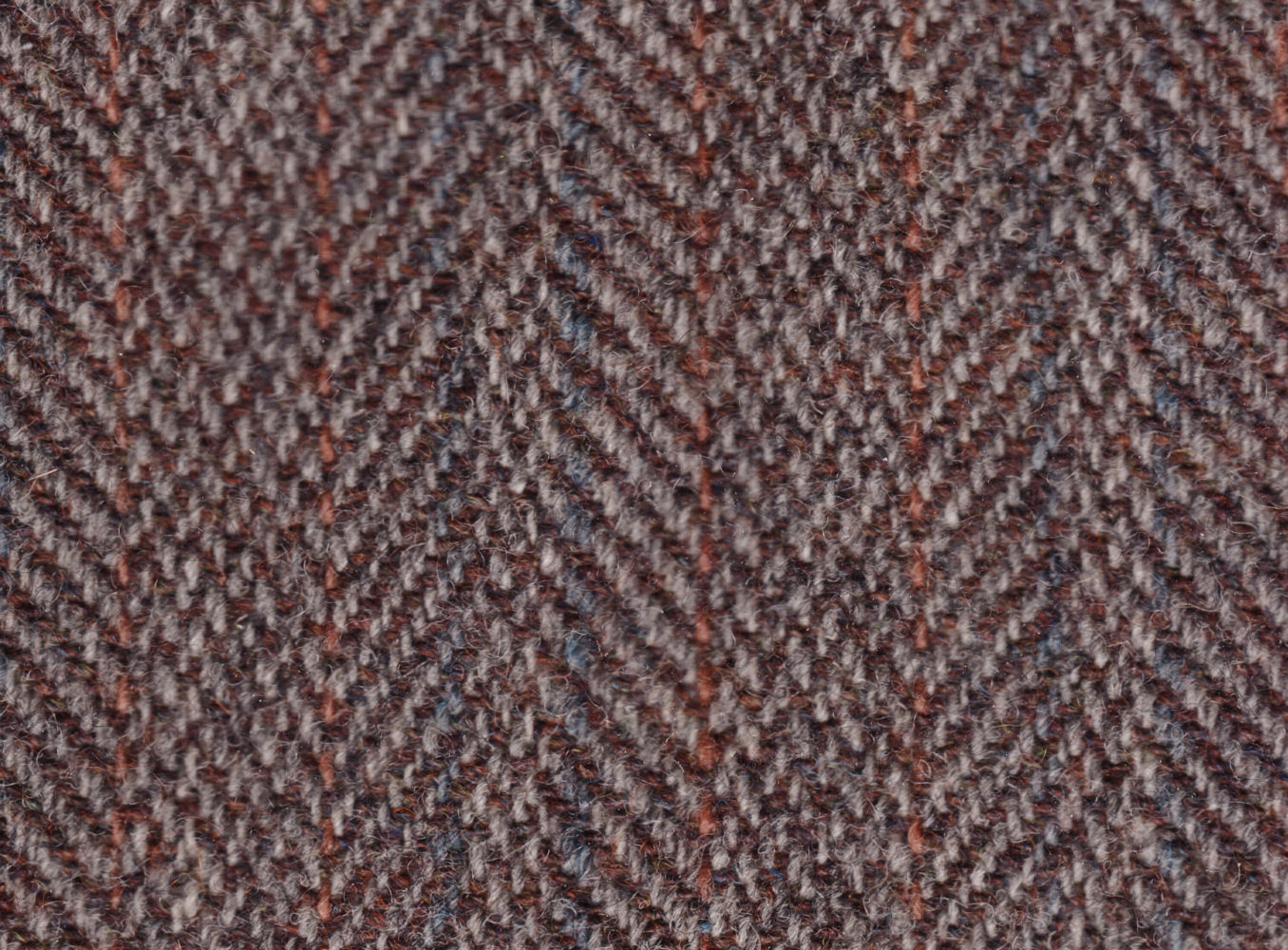
ツイード

ツイード (Tweed) は、イギリス、スコットランドの毛織物の一種。元はボーダー地方のツイード川流域で作られた。
本来は、スコットランド産の羊毛を手紡ぎした太い糸を手織りで平織りまたは綾織りにし、縮絨起毛させない、粗く厚い織物。織る前に糸をさまざまな色に染め、細かい色彩の模様を入れる。
近年では、スコットランド産に限らず、また機械紡ぎ・機械織りのものや、細い糸を使ったものでもツイードと呼ばれる。
アウター・ヘブリディーズ（諸島）のルイス島で作られるハリスツイード（Harris Tweed）は、高品質のツイードブランドとしてよく知られている。